# Cetiya
Cetiya (Pali चेतिय), „Erinnerungsstücke“ oder „Andenken“, von Sanskrit (caitya), sind Objekte und Plätze die von Theravada-Buddhisten verehrt werden in Erinnerung an Gautama Buddha. Laut Damrong Rajanubhab, werden vier verschiedene Arten im Pali-Kanon unterschieden: „Relic [Dhatu], Memorial [Paribhoga], Teaching [Dhamma], and Votive [Udesaka].“ Alexander Griswold dagegen hält drei der Erinnerungsstücke für traditionell und das Vierte, das Dharma (dhamma) für eine spätere Hinzufügung um die Mönche daran zu erinnern, dass die wahre Erinnerung an Buddha nur in seinen Lehren zu finden ist. Während es sich also grob gesprochen um buddhistischen Symbolismus handelt, liegt der Akzent doch auf einer historischen Verbindung mit dem Buddha und nicht in einer metaphysischen Verbindung.

## Dhātu Cetiya (Sārīraka)
Dhātu Cetiya oder sārīraka (Sanskrit śarīra), echte Überreste von Gautama Buddhas Körper, werden von westlichen Betrachtern als „Reliquien“ bezeichnet und sind Gegenstand von besonders prächtigen Formen buddhistischer Kunst und Architektur, auch wenn sie nur eine der drei Kategorien darstellen. Die häufigsten Reliquien sind Zähne und Knochenteile, da diese auch nach der Einäscherung erhalten blieben. Die Zahnreliquie des Buddha in Sri Lanka ist die bekannteste Stelle, wo ein Zahn augenscheinlich erhalten ist. Es wurden jedoch hunderte Andachtsorte geschaffen, die als Stupa vorgeben, eine Reliquie zu enthalten. In Thai-Sprache werden diese Stupas chedī genannt. Das Wort entstand aus dem zweiten Teil des Begriffs dhātu cetiya; im Laotischen wird dagegen der Begriff that benutzt, der aus der ersten Hälfte des Begriffs entstand. Außer in den Stupas trifft man sārīraka in der ganzen Buddhistischen Welt an, in solcher Zahl, dass nicht alle echte Reliquien sein können. Dementsprechend kann man sārīraka eher als Symbol verstehen, wobei die Authentizität und die Bedeutung der Legitimation zwischen den Kulturen stark variiert.
Die Körperteile besonders wirksamer Mönche werden ebenfalls sārīraka genannt, aber sie haben gewöhnlich die Form von funkelnden Juwelen, die während der Einäscherung entstanden sein sollen.

## Paribhogaka
Paribhoga Cetiya, „Gegenstände die vom Buddha benutzt wurden“, sind heute natürlicherweise sehr selten. Einige Tempel, wie der Tongdosa in Südkorea behaupten jedoch, solche Gegenstände zu besitzen. Der Tongdosa beispielsweise besitzt das Gewand und die Bettelschüssel des Buddha. Die Kategorie umfasst allerdings auch alle Plätze, die der Buddha besucht hatte, so Bodhgaya selbst und der Bodhi-Baum, dessen Setzlinge in ganz Südostasien gepflanzt wurden; ein Ableger des originalen Baumes steht bis heute in Sri Lanka (Jaya Sri Maha Bodhi).

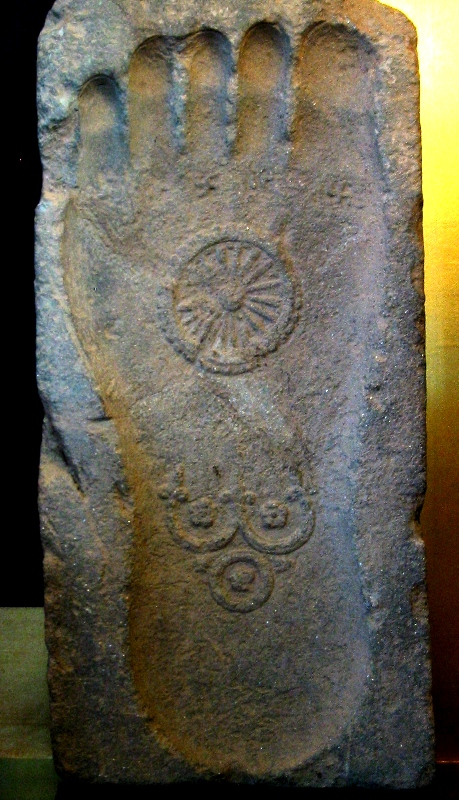
Ein Fußabdruck des Buddhas mit dem Rad des Schicksals in Überlebensgröße.

Ein weiteres weitverbreitetes Paribhoga Cetiya ist der Fußabdruck des Buddha, der in der buddhistischen Welt weitverbreitet ist und den Boden darstellt, auf dem Buddha gewandelt ist und der die mächtige Größe seines Dharmakāya (dhammakāya, „Wahrheitskörpers“) darstellt. Einige dieser Fußstapfen gelten auch als udesaka, eine Repräsentation von Buddhas Fuß, oder sogar als sārīraka, was den Fußabdruck mit dem Fuß gleichsetzt.

## Udesaka

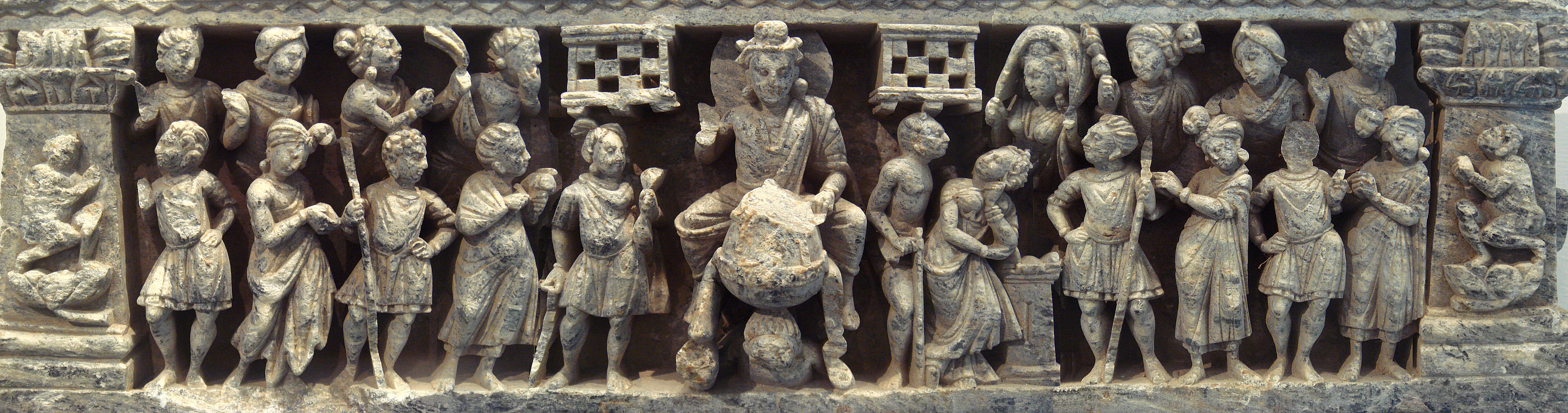
Buddhas Aufnahme in die Mönchsgemeinschaft in einer Darstellung aus Gandhara, 2. Jh. n. C.

Die dritte Kategorie: udesaka oder uddesika cetiya („Hinweisende Erinnerungsstücke“ oder „Votiv-Objekte“) sind zum Beispiel Bilder des Buddha. Udesaka haben keine physische Verbindung mit dem Buddha aber dienen doch als Cetiya, weil sie zu seiner Erinnerung geschaffen wurden. Ursprünglich waren udesaka nur untergeordnet zu paribhogaka und sārīraka, aber unter dem Einfluss des Graeco-Buddhismus wurden Buddha-Statuen (buddharupa) in großer Zahl hergestellt, später auch Bilder und andere Bilder. Auch das Dharmachakra („Dharma-Rad, Rad des Schicksals“) fällt in diese Kategorie als Erinnerungsstück an buddhistische Erleuchtung.
Weit verbreitet ist die Ansicht, dass die frühe buddhistische Kunst anikonisch gewesen sei. Diese Ansicht wurde durch Susan L. Huntington (1990) in Frage gestellt. Es gab demnach kein ausgesprochenes Bilderverbot. Eine Darstellung von paribhogaka (Erinnerungsgegenständen) als mehr erfüllendes und bedeutungsschweres Symbol galt den frühen Buddhisten als Auslöser für buddhistisches Verstehen (Prajñā - pañña). Ob diese Kunstwerke nun Substitutionen für das Bild des Buddha selbst waren, ist gegenwärtig in der Diskussion.